# Leibniz-Institut für Raumbezogene Sozialforschung
Das Leibniz-Institut für Raumbezogene Sozialforschung (IRS) zählt zu den außeruniversitären Forschungseinrichtungen der Wissenschaftsgemeinschaft Gottfried Wilhelm Leibniz (WGL), der so genannten Leibniz-Gemeinschaft. Gemäß seiner Satzung hat das IRS die Aufgabe, die Zusammenhänge zwischen gesellschaftlichen Entwicklungen und räumlichen Transformationen auf allen Maßstabsebenen – beispielsweise auf städtischer, regionaler, nationaler und internationaler Ebene – sozialwissenschaftlich zu erforschen. Das IRS hat seinen Sitz in Erkner, einer Stadt in Brandenburg südöstlich von Berlin. Das IRS ist als eingetragener Verein privatrechtlich verfasst und wird als überregionale Forschungseinrichtung gemeinsam vom Bund und von der Gemeinschaft der Länder finanziert. Seit dem 13. Januar 2016 führt das Institut den Namen „Leibniz-Institut für Raumbezogene Sozialforschung“, zuvor firmierte es seit seiner Gründung 1992 unter „Leibniz-Institut für Regionalentwicklung und Strukturplanung“.
Das IRS beschäftigt sich in seinen Forschungen mit zentralen Fragen einer sozialwissenschaftlich orientierten Raumforschung. Dabei werden sozial- und wirtschaftsräumliche Verflechtungen untersucht und raumbedeutsame Institutionen- und Milieubildungen analysiert. Fragen räumlicher Steuerung, Planung und Governance stehen gleichfalls im Mittelpunkt der Untersuchungen. Das Institut erschließt Grundlagen für politisch-planerisches Handeln und organisiert wissenschaftliche Serviceleistungen. Das IRS verfügt über drei Forschungsschwerpunkte, in welchen Forschungs-, Transfer- und Forschungsinfrastrukturleistungen organisatorisch gebündelt werden: Ökonomie und Zivilgesellschaft, Politik und Planung sowie Zeitgeschichte und Archiv.
Die Wissenschaftlichen Sammlungen des IRS verfügen über Dokumente und Planungsgrundlagen zur Städtebau- und Planungsgeschichte der DDR. Diese Sammlungen basieren auf Beständen des ehemaligen Instituts für Städtebau und Architektur (ISA) der Bauakademie der DDR, das ein organisatorischer Vorläufer des 1992 gegründeten IRS war. Zu den Aufgaben des Instituts zählen heute auch die Sicherung, Inventarisierung, wissenschaftliche Erschließung und schrittweise Veröffentlichung dieser Materialien.
Direktor des IRS ist seit 2019 Oliver Ibert. Seine Amtsvorgänger waren von 2005 bis 2018 Heiderose Kilper und von 1992 bis 2004 Karl-Dieter Keim. Das IRS verfügt in seinem Referenzraum Berlin-Brandenburg und darüber hinaus im nationalen und internationalen Maßstab über zahlreiche Kooperationspartner. Zusammen mit dem Leibniz-Institut für Länderkunde in Leipzig, dem Leibniz-Institut für ökologische Raumentwicklung in Dresden, der Akademie für Raumentwicklung in der Leibniz-Gemeinschaft in Hannover, dem Leibniz-Zentrum für Agrarlandschaftsforschung in Müncheberg, dem Leibniz-Institut für Agrarentwicklung in Transformationsökonomien in Halle sowie dem Institut für Landes- und Stadtentwicklungsforschung in Dortmund bildet das IRS das Netzwerk "Räumliches Wissen für Gesellschaft und Umwelt – Leibniz R".